# Дубан (кратер)
Дубан(лат.  и англ. Duban) — 19-километровый ударный кратер на поверхности луны Сатурна — Энцелада. Координаты центра — 58°23′ с. ш. 282°55′ з. д. / 58,38° с. ш. 282,91° з. д.. Кратер был обнаружен на снимках космического аппарата «Вояджер-2», а через некоторое время подробно снято зондом «Кассини-Гюйгенс». Этот кратер — пятнадцатый по величине на Энцеладе, его диаметр составляет 19 км. Внутреннюю часть кратера занимает не большая куполообразная структура. Она представляет собой его центральную горку (возникшую вследствие релаксации поверхности после удара). По соседству с ним находится два крупных кратера: Юнан и Хишам. Название кратера получило официальное утверждение в 1982 году.

## Эпоним
Назван в честь Дубана — персонажа, описанного в сборнике народных сказок Тысяча и одна ночь. Дубан — мудрый врач, излечивший царя Юнана от проказы. Казнён царём по наущению завистливого везиря. Перед казнью дал царю книгу, слипшиеся листы которой были пропитаны ядом. Перелистывая книгу царь отравился.

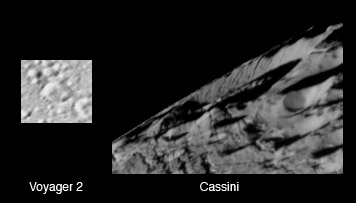
Кратер Дубан, снятый двумя космическими аппаратами: «Вояджер-2» (левый) и Кассини-Гюйгенс (правый)